# 4387 Tanaka
4387 Tanaka је астероид главног астероидног појаса са средњом удаљеношћу од Сунца која износи 2,438 астрономских јединица (АЈ).
Апсолутна магнитуда астероида је 12,8.